# Annona chiriquensis
Annona chiriquensis este o specie de plante angiosperme din genul Annona, familia Annonaceae, descrisă de Jean Jules Linden. Conform Catalogue of Life specia Annona chiriquensis nu are subspecii cunoscute.